# Koersbal op de Paralympische Zomerspelen 1980
De VIe Paralympische Spelen werden in 1980 gehouden in Arnhem en Veenendaal, Nederland. Koersbal was een van de 13 sporten tijdens deze spelen.

## Mannen

### Paren
| Klasse | land | Goud                         | land | Zilver                     | land | Brons                     |
| ------ | ---- | ---------------------------- | ---- | -------------------------- | ---- | ------------------------- |
| 1A-1B  | GBR  | D. Cale T. Taylor            | IRL  | P. McGoole W. Donnell      | USA  | J. Lewellyn Rod Vleiger   |
| 2-5    | GBR  | Ken Bridgeman Brian Faulkner | AUT  | B. Seidl Engelbert Rangger | GBR  | John Gronow               |
| C      | IRL  | Paul Smyth Bill Ensor        | GBR  | Neil Shaw R. Miller        | INA  | Ismail Yamin Moenali      |
| D      | GBR  | J. Gladman R. Newton         | JPN  | Sato Yoshiaki Takada       | INA  | Safri Tanjung R. S. Arlen |

### Individueel
| Klasse | land | Goud           | land | Zilver                 | land | Brons         |
| ------ | ---- | -------------- | ---- | ---------------------- | ---- | ------------- |
| 1A-1B  | GBR  | D. Cale        | USA  | Rod Vleiger            | GBR  | T. Taylor     |
| 2-5    | GBR  | Ken Bridgeman  | AUT  | Engelbert Rangger      | GBR  | P. Silva      |
| A      | GBR  | William McLeod |      |                        |      |               |
| B      | GBR  | J. Hughes      |      |                        |      |               |
| C      | IRL  | Paul Smyth     | GBR  | R. Miller              | GBR  | Neil Shaw     |
| D      | GBR  | R. Newton      | GBR  | J. Gladman             | IRL  | Bill Ensor    |
| D1     | USA  | C. Brinkmann   | EGY  | Salem Mohamed El Zeini |      |               |
| E      | INA  | Yan Soebiyanto | JPN  | Toshiichi Hatsumi      | INA  | Sigit Soepadi |
| F      | JPN  | S. Ishii       | GBR  | Michael Byrne          | INA  | Soekarsan     |

## Vrouwen

### Paren
| Klasse | land | Goud                         | land | Zilver                        | land | Brons                  |
| ------ | ---- | ---------------------------- | ---- | ----------------------------- | ---- | ---------------------- |
| 1A-1B  | GBR  | M. McLellan Jane Blackburn   | ZIM  | Eileen Robertson Sandra James |      |                        |
| 2-5    | GBR  | Margaret Maughan R. Thompson | GBR  | Yvonne Hawtin G. Matthews     | MLT  | C. Camilleri L. Sammut |

### Individueel
| Klasse | land | Goud         | land | Zilver         | land | Brons            |
| ------ | ---- | ------------ | ---- | -------------- | ---- | ---------------- |
| 1A-1B  | GBR  | M. McLellan  | GBR  | Jane Blackburn | ZIM  | Eileen Robertson |
| 2-5    | FRG  | C. Swanepoel | GBR  | Yvonne Hawtin  | GBR  | R. Thompson      |
| A      | GBR  | K. Bonnet    |      |                |      |                  |
| B      | AUS  | Q Pascoe     |      |                |      |                  |

Atletiek · Basketbal · Boogschieten · Dartchery · Gewichtheffen · Goalball · Koersbal · Schermen · Schietsport · Tafeltennis · Volleybal · Worstelen · Zwemmen
Tel Aviv 1968 ·
Heidelberg 1972 ·
Toronto 1976 ·
Arnhem 1980 ·
New York & Stoke Mandeville 1984 ·
Seoel 1988 ·
Atlanta 1996